# 莱安德罗·古列罗
莱安德罗·古列罗（葡萄牙語：Leandro Guilheiro，1983年8月7日—）是一名巴西男子柔道运动员。他曾参加2004年、2008年和2012年三届奥运，其中在2004年雅典奥运和2008年北京奥运各收获一枚铜牌。